# جايسون فلوريس
جايسون فلوريس (بالإسبانية: Jason Flores)‏ هو لاعب كرة قدم تشيلي في مركز الوسط، ولد في 28 فبراير 1997 في تشيلي. لعب مع يونيون إسبانيولا.

## وصلات خارجية
- جايسون فلوريس على موقع قاعدة بيانات كرة القدم.إي يو (الإنجليزية)
- جايسون فلوريس على موقع Soccerway.com (الإنجليزية)
- جايسون فلوريس على موقع عالم كرة القدم.نت (الإنجليزية)
- جايسون فلوريس على موقع AS.com (الإسبانية)